# Weißbach (Saalach, Lofer)
Der Weißbach ist ein rund sieben Kilometer langer Bach in der Gemeinde Weißbach bei Lofer im österreichischen Land Salzburg. 
Er entspringt als Alpel- (oder Albl-) und Kematenbach an den südwestlichen Abstürzen der Berchtesgadener Alpen. Kurz hinter ihrer Vereinigung werden die beiden Quellbäche aufgestaut und das Wasser seit 1967 teilweise dem Dießbach-Stausee (Speicherkraftwerk Dießbach) beigeleitet. Der Weißbach fließt in nordwestlicher Richtung vorbei an der Weißbachalm nach Hintertal. Ab dort fließt er in südwestlicher Richtung entlang der Hirschbichl-Straße und mündet in Weißbach bei Lofer nach der Unterquerung der Pinzgauer Straße (B 311) rechtsseitig in die Saalach. Kurz vor dem Ort Weißbach verengt sich der Bachlauf zum Naturdenkmal Seisenbergklamm.
Der Weißbach ist Teil des Naturparks Weißbach.